# گیباکسان
گیباکسان (به لاتین: Gibaeksan) یک کوه در کره جنوبی است که در Gyeongsangnam-do, South Korea واقع شده‌است. گیباکسان ۱٬۳۳۱ متر بالاتر از سطح دریا واقع شده‌است.